# Chvostiane
Chvostiane (bulgariska: Хвостяне) är ett distrikt i Bulgarien.   Det ligger i kommunen Gărmen och regionen Blagoevgrad, i den sydvästra delen av landet, 130 km söder om huvudstaden Sofia. Antalet invånare är 570. Arean är 7,7 kvadratkilometer.
Terrängen i Chvostiane är huvudsakligen platt, men norrut är den kuperad.
Trakten runt Chvostiane består till största delen av jordbruksmark. Runt Chvostiane är det ganska glesbefolkat, med 35 invånare per kvadratkilometer.